# Catalogo Perek-Kohoutek

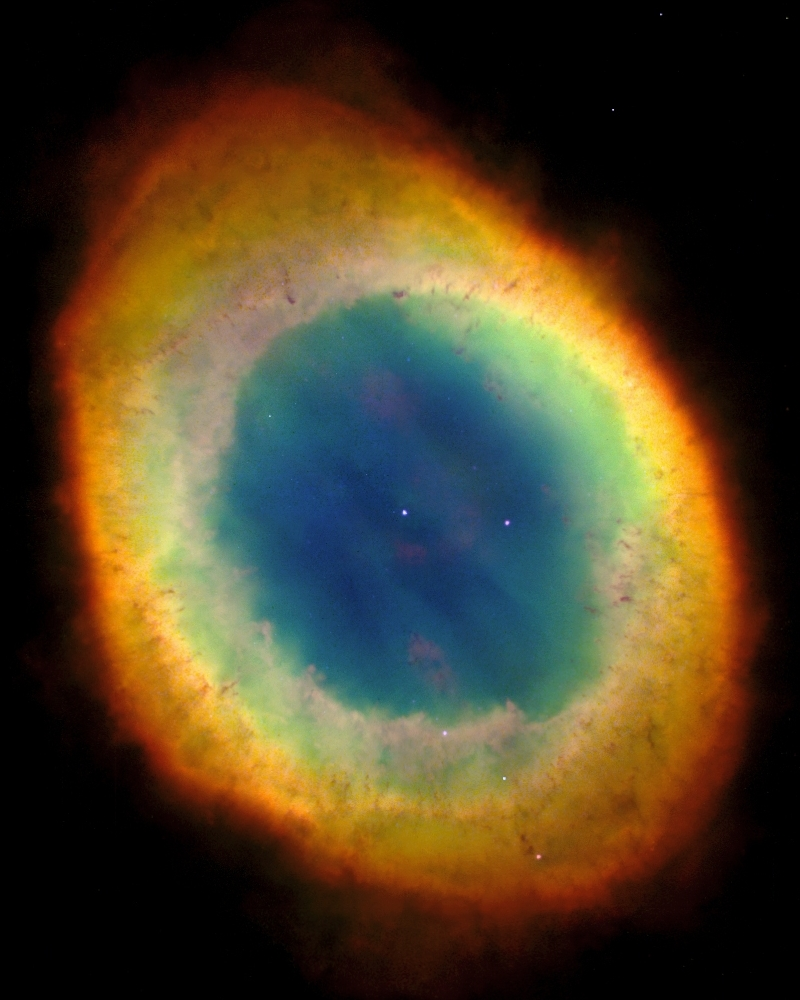
La Nebulosa Anello (M57) ha anche la sigla PK 63+13.1.

Il Catalogo Perek-Kohoutek è un catalogo astronomico che ha lo scopo di catalogare le nebulose planetarie. Fu compilato nel 1967 dai due astronomi cechi Luboš Perek e Luboš Kohoutek e comprende tutte le nebulose planetarie conosciute fino all'anno 1964. Una seconda versione è stata pubblicata da Luboš Perek nel 2000 e comprende tutte le nebulose scoperte fino a quell'anno, per un totale di 1510 oggetti.
Nelle carte celesti gli oggetti compresi in questo catalogo vengono indicati con la sigla PK seguita dalla stringa delle coordinate galattiche in cui si trovano; se l'oggetto è però compreso in altri cataloghi più vecchi e conosciuti, come il New General Catalogue (NGC), si preferisce utilizzare i riferimenti di questi ultimi.